# WarnerMedia News & Sports
WarnerMedia News & Sports fue la división de deportes y noticias de WarnerMedia, responsable del manejo de CNN, Turner Sports, Bleacher Report y AT&T Regional Sports Networks. La división fue dirigida por el presidente Jeff Zucker.

## Historia
El 4 de marzo de 2019, David Levy y el jefe de HBO, Richard Plepler, anunciaron que dejarían la compañía como parte de una reestructuración dentro de WarnerMedia que pondría fin a los "feudos". Bajo la reorganización, WarnerMedia Entertainment estaría dirigida por el presidente Robert Greenblatt y contendría Home Box Office, TNT, TBS, TruTV y  HBO Max.
También se crearía WarnerMedia News & Sports, siendo dirigida por el presidente Jeff Zucker y añadiría a CNN Worldwide (CNN, CNN.com, CNN International, CNN en Español, CNN Brasil, CNN Chile, HLN, Great Big Story) junto a la mayoría de las unidades deportivas, AT&T Regional Sports Networks, Bleacher Report, TNT Sports (TNT Sports (Argentina), TNT Sports (Brasil), TNT Sports (Chile), TNT Sports (México) y Turner Sports).
Warner Bros. agregaría canales de Turner a Warner Media Entertainment tales como Cartoon Network, Adult Swim, Boomerang y Turner Classic Movies más Otter Media. Gerhard Zeiler pasó de ser presidente de Turner International a director general de ingresos de WarnerMedia y supervisaría las ventas consolidadas de publicidad y afiliación.
El 8 de abril de 2022, WarnerMedia se fusionó con Discovery, Inc. para formar Warner Bros. Discovery, lo cual provocaría una nueva estructuración en la compañía.
En consecuencia, los activos de WarnerMedia Sports & News pasarían a formar parte de Warner Bros. Discovery Sports y CNN Global.

## Canales

### CNN Worldwide
- CNN
  - CNN Brasil
  - CNN Chile
  - CNN Türk (50% con Grupo Demirören)
  - CNN Indonesia (joint venture con Trans Media)
- HLN
- CNN Airport
- CNN Films
- CNN en Español
- CNNj
- CNN International
- Great Big Story
- CNN Radio
  - CNN Radio en Español
  - CNN Radio Argentina
  - CNN Radio Brasil

### Turner Sports
- NBA TV (operations)
- Turner Sports Digital
  - Bleacher Report
- TNT Sports
  - TNT Sports Argentina
  - TNT Sports Chile
    - TNT Sports HD
    - TNT Sports 2
    - TNT Sports 3

### AT&T Sports Networks, LLC
- AT&T SportsNet
  - AT&T SportsNet Pittsburgh
  - AT&T SportsNet Rocky Mountain
  - AT&T SportsNet Southwest
  - Root Sports Northwest (40% con Baseball Club of Seattle, LP)
- MLB Network (16.67% con Major League Baseball, Comcast, Charter Communications y Cox Communications)